# Bletchley Park
Bletchley Park je panské sídlo ležící poblíž města Milton Keynes v anglickém hrabství Buckinghamshire, asi 80 km na severozápad od Londýna. V areálu Bletchley parku se nachází viktoriánský zámek a 23 hektarů okolních pozemků. Sídlo do jeho současné podoby přestavěl anglický finančník a politik Sir Herbert Samuel Leon. V období od Mnichovské krize v Bletchley Parku sídlila britská MI6 a také především Vládní kódovací a šifrovací ústav (GC&CS). Během druhé světové války postupně stoupal počet zaměstnanců Bletchley Parku, do konce roku 1944 dokonce dosáhl deseti tisíc. Zaměstnány zde byly významné osobnosti jako například matematik Alan Turing, šachista Hugh Alexander či šifrant Dilly Knox. 

## Historie
Původně se pozemky okolo Bletchley využívaly pro zemědělství. To se změnilo v roce 1675, kdy původní vlastník vévoda z Buckinghamu pozemky prodal lékaři a anatomovi Dr. Thomasi Willisovi.[zdroj?] Na pozemcích však začal stavět až jeho vnuk, Browne Willis, který Bletchley zdědil. Starožitník a patron architektury Willis začal v Bletchley stavět nový dům, který byl dokončen roku 1711. 
Po smrti Browna Willise pozemky chátraly až do doby, kdy je odkoupil roku 1877 Samuel Lipcombe Seckham, který zde rozestavěl novogotický zámek, který však nikdy nedokončil. Bletchley nakonec prodal finančníkovi a politikovi Herbertu S. Leonovi, který vystavěl Bletchley do současné podoby a využíval ho pro schůzky s vlivnými politiky, například David L. Georgem. Po jeho smrti pozemky spravovala jeho vdova až do své smrti v roce 1937. 
V roce 1938 koupil v předtuše války centrum Bletchley admirál Hugh Sinclair, ředitel Secret Intelligence Service, se záměrem využít Bletchley v období války jako sídlo pro SIS. Důvodem byla především strategicky výhodná poloha Bletchley, relativně malá vzdálenost od Londýna a blízká železniční trať, která spojovala Londýn a Birmingham s náborovými středisky v Oxfordu a Cambridge. 
V létě 1939 se do Bletchley přesunulo oddělení kryptografie, oficiálně zvané Station X. Byla zde založena škola šifrování, jejíž absolventi měli později sloužit k válečným účelům, především k prolomení šifrovacích přístrojů, přes které komunikovali důstojníci Wehrmachtu.

## Operace proti nacistickému Německu za druhé sv. války
Během prvních měsíců II. světové války se úsilí šifrantů z Bletchley Parku setkalo pouze s velmi omezeným úspěchem. Méně důležité kódy se dařilo prolamovat matematicky, což byl ovšem velmi obtížný úkol, a tak rozšifrované zprávy již většinou nebyly aktuální.

### Prolomení šifrovacího stroje Enigma
Největší tlak směřoval na rozluštění šifrovacího stroje Enigmy. Operace, která směřovala k rozluštění kódu Enigmy získala označení Ultra. Na počátku roku 1940 navázal tým šifrantů Bletchley Parku na informace především polských spojenců, kteří byli schopni číst některé údaje posílané přes Enigmu již v roce 1932. Postupně začali zachytávat a dešifrovat značné množství zpráv šifrovaných Enigmou. Existovalo mnoho různých šifer Enigma a aby je Wehrmacht rozlišil, používal pro ně barevné označení. V únoru 1940 začal tým pracovníků Bletchley s prolamováním „červené“, což bylo komunikační spojení mezi Wehrmachtem a Luftwaffe. Němci pravidelně měnili rotory v Enigmě, což vedlo k tomu, že Britům se často podařilo prolomit daný stroj pouze díky tipování a lenosti šifrantů Wehrmachtu. Německá přehnaná důvěra v Enigmu nakonec vedla ke kompletnímu prolomení v roce 1943.

### Prolomení šifrovacího stroje Lorenz
Další operace z Bletchley Parku měly za cíl dešifrování stroje Lorenz, kterým komunikovalo nejvyšší velení Wehrmachtu. Postup prolamování kódu zde byl pomalejší než u Enigmy, zásadního posunu se dočkali Britové až po obrovské chybě na německé straně 30. srpna 1941. Tuto chybu udělal německý šifrant, který posílal zprávu z jednoho velitelství německé armády do druhého – pravděpodobně v Aténách nebo ve Vídni. Po nedorozumění poslali požadovanou zprávu přes stroj Lorenz dvakrát se stejným nastavením, což bylo proti všem předpisům zacházení se šifrovacími stroji.

## Období po druhé světové válce
Projekt Ultra byl státním tajemstvím až do jara 1974. Většina vybavení a všechny plány byly zničeny. Většina kryptoanalytiků i ostatních zaměstnanců se vrátilo do svých civilních životů a měli zakázáno mluvit o své práci (do roku 1974). Během téměř 40 let od zveřejnění dokumentů projektu Ultra si příběh Enigmy a Bletchley parku získal velkou popularitu. Bletchley Park v současné době slouží jako muzeum projektu Ultra, kde jsou obnoveny některé chatky, které využívali šifranti. Speciální část je věnována stroji Enigma. V roce 2007 byla dokončena replika programového počítače Colossus, který úspěšně dešifroval první zprávu od konce II. světové války.

## Lidé z Bletchley Parku
Ještě před začátkem války naverboval Vládní kódovací a šifrovací ústav (Government Code and Cypher School) do Bletchley Parku „muže a ženy profesorského typu“ přes své kontakty na univerzitách Oxford a Cambridge. Takto se do Bletchey Parku dostali jedni z nejznámějších šifrantů Alan Turing, Gordon Welchman a Bill Tutte. Další šifranti, jako například Dilly Knox a Nigel de Grey pracovali pro GC&CS již od I. světové války.
Velké procento zaměstnanců Bletchley Parku tvořily ženy. Do roku 1945 to bylo dokonce 75 % všech zaměstnanců. Šest z deseti žen zaměstnaných v Bletchley Parku bylo dokonce v armádě. Zbytek z nich byl naverbován pro civilní služby.

### Osobnosti

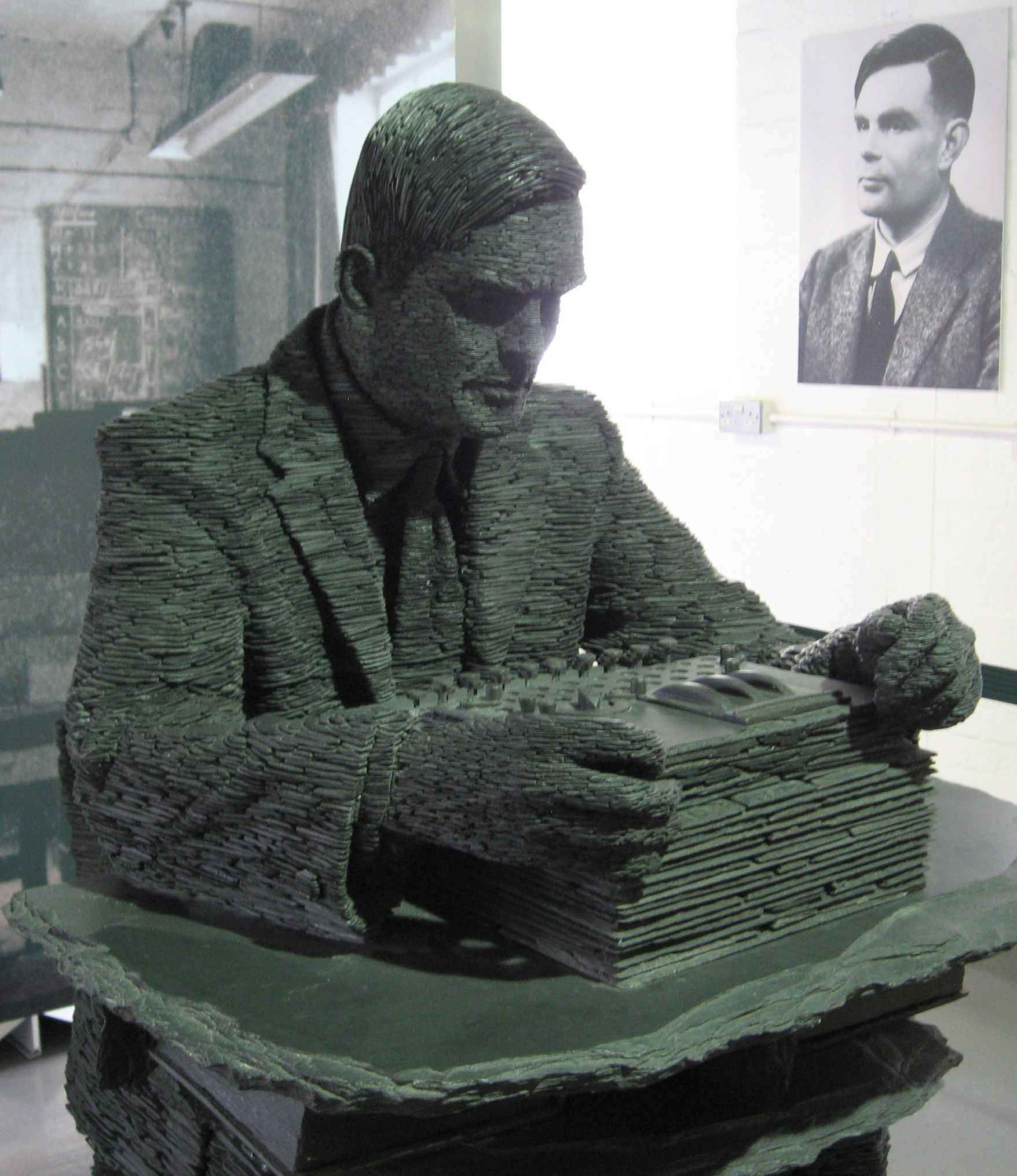
Socha Alana Turinga

Pro rozluštění Enigmy byl zřejmě klíčový přínos matematika Alana Turinga. Ten během práce v Bletchley Parku sestrojil stroj Colossus, který by se dal považovat za první počítač.
Na rozluštění stroje Lorenz měl největší zásluhu britský matematik a kryptolog William Thomas Tutte. Po válce pokračoval v matematice, kde je významná jeho práce v oblasti kombinatoriky a teorie grafů.
V Bletchley Parku pracovalo také několik britských šachistů, jako Stuart Milner-Barry, Harry Golombek či Hugh Alexander. Ten později vedl divizi kryptoanalýzy ve Vládním informační ústředí po 25 let. V šachu se stal dvakrát šampionem Británie a získal titul Mezinárodního mistra.